# Aganisia fimbriata
Aganisia fimbriata Rchb.f. 1874, es una especie de orquídea, originaria de Sudamérica.

## Descripción
Es una planta epífita de tamaño pequeño y mediano, que prefiere clima cálido a fresco y tiene un largo rizoma rampante dando lugar a un pseudobulbo delgado, fusiforme, elipsoide, cilíndrico alargado envuelto por vainas y una sola hoja apical, erecta con 5 a 7 nervaduras, elípticas a oblongo-elípticas, bruscamente agudas a acuminadas, cuneadas por debajo y peciolada que florece sobre una inflorescencia basal, lateral, laxa de a 22,5 cm de largo y con 2 a 9 flores de 5 cm de ancho.

## Distribución y hábitat
Se encuentra en Guyana, Surinam, Venezuela, Colombia, Ecuador y Perú en alturas de alrededor de 100 a 260 m s. n. m.

## Taxonomía
Aganisia fimbriata fue descrita por Heinrich Gustav Reichenbach y publicado en The Gardeners' Chronicle & Agricultural Gazette 2: 452. 1874.
Etimología
El nombre de Aganisia (abreviado Agn.), procede de la palabra griega ‘agnos’ = "gratitud", quizá refiriéndose al suave perfume de sus flores.
fimbriata: epíteto latino que significa "con flecos".
Sinonimia
- Acacallis caerulea (Rchb.f.) Schltr. 1918;
- Acacallis fimbriata (Rchb. f.) Schltr 1918;
- Acacallis oliveriana (Rchb.f.) Schltr. 1914;
- Aganisia caerulea Rchb.f. 1876;
- Aganisia oliveriana Rchb.f. 1878[4][5][6]